# Óscar Armando Flores Midence
Óscar Armando Flores Midence (Tegucigalpa, 4 de julio de 1912 - 31 de diciembre de 1980) fue un abogado, notario, periodista, empresario y político hondureño. Presidente de la Corte Suprema de Justicia de Honduras entre 1963 a 1965; ministro en el gobierno del presidente Ramón Villeda Morales y fundador y primer director del diario La Tribuna.

## Vida
Óscar Flores Midence nació en Tegucigalpa, el 4 de julio de 1912 según su fe de bautismo y fue bautizado con el nombre de Óscar Armando Flores Midence. Era hijo de Carlos Alberto Flores y Celsa Midence Palada. Su padre el Contable señor Carlos Alberto Flores fue Regidor y alcalde de Tegucigalpa, además poseyó una impresionante biblioteca en su residencia, en la cual sus vástagos Óscar Armando, Irma Julia Flores Midence reflejarían ese carácter de superación. Su residencia la tenía en el Barrio La Ronda en Tegucigalpa. Casado con Margarita Facussé con quien procreó los siguientes hijos. Carlos Roberto, Óscar y Celsa Flores Facussé.

## Educación
Flores Midence recibió su educación escolar en Tegucigalpa, luego se graduaría de secundaria en el Instituto Nacional en 1930 de bachiller, seguidamente ingresa a la Universidad Nacional Autónoma de Honduras, de la cual egresa como Abogado en 1939. 
Previamente a ser abogado, fue profesor de secundaria en 1932. Editor de Diario El Cronista desde 1935. Editor de la revista Tegucigalpa en 1936. Director de la Revista ANC órgano de la Asociación Nacional de Cronistas de Honduras entre 1936 a 1938. Editor en jefe de la revista Sembremos en 1939. Corresponsal en Honduras del Diario Tiempo de México desde 1942 desde el año 1949 a 1956 dirigió el Diario El Pueblo.
Entre otros puestos fue colaborador de la “Prensa Dominical”, del diario La Prensa que se edita en San Pedro Sula. Escribió también crónica política en el diario “El Pueblo”; mientras escribía sus columnas usó los seudónimos Armando Miral, Tulio Jermil, Roberto Sol y Ricardo Miró con los cuales escribiría en la oposición al gobierno dictatorial.

## Exilio y regreso a Honduras
Fue exiliado de Honduras, junto a otros líderes políticos opositores, entre ellos estaban Ramón Villeda Morales, Modesto Rodas Alvarado, entre otros quienes se refugiaron en Costa Rica. Tras apartar del gobierno al contable Julio Lozano Díaz, quien se había autoproclamado Jefe de Estado, regresaron muchos exiliados durante la Junta Militar de Honduras 1956-1957 la cual había realizado gestiones para reunir a una Asamblea Nacional Legislativa para citar a elecciones presidenciales, mismos que fueron ganados por el Doctor Villeda Morales en 1957 y quien nombró entre su gabinete a Óscar Flores como Ministro de Trabajo para el periodo de 1957 a 1963.

### Precandidato Liberal
Los máximos aspirantes a la candidatura presidencial por el Partido Liberal de Honduras, para suceder al doctor Ramón Villeda Morales, eran Ándres Alvarado Puerto, Francisco Milla Bermúdez, José Ángel Ulloa, Modesto Rodas Alvarado y Óscar Armando Flores Midence, quienes firmaron el 18 de marzo de 1963 un documento en el cual se respetaría la decisión de la Convención Liberal y de apoyar al electo candidato de entre ellos. El elegido fue el doctor Modesto Rodas Alvarado. 
En 9 de diciembre de 1976 funda La Tribuna diario matutino de la capital de Honduras.

## Fallecimiento
Falleció en Tegucigalpa, el 31 de diciembre de 1980 a los 68 años de edad.

## Obras publicadas
- Presencia del Olvido (1969).
- La Voz Está en el Viento (1969).

Se le concedió el Premio Nacional de Literatura Ramón Rosa en 1980. 
En 1996, la Editorial Iberoamericana que dirige Óscar Acosta y la Editorial Guaymuras, publicaron "Cuentos completos".

### Membrecías
- Miembro del Instituto Hondureño de Cultura Interamericana.
- Miembro del casino Hondureño.
- Club social de Tegucigalpa.
- Lion’s International Club.